# 南部直房
南部 直房（なんぶ なおふさ）は、江戸時代前期の大名。陸奥国八戸藩の初代藩主。官位は従五位下・左衛門佐。盛岡藩主・南部利直とその側室・仙寿院の子。八戸立藩以前は、母方の姓の中里直好（中里数馬）を名乗った。

## 生涯
寛永5年（1628年）、陸奥盛岡藩の初代藩主・南部利直の7男として誕生。
寛文4年（1664年）、兄で盛岡藩2代藩主・南部重直が跡継ぎを決めないまま死去すると、盛岡南部家では御家断絶および領地没収の可能性が濃くなった。生前の重直は幕府による裁定を願い出ており、幕命により重直の異母弟、七戸重信（七戸隼人正）と中里直好（中里数馬）は江戸に上り、裁定を受けた。盛岡藩10万石を分け、8万石を七戸重信が相続し盛岡藩を存続させ、2万石を直好に与えて八戸藩を立藩することとなった。立藩を機に直好は、南部直房と改名した。
寛文8年（1668年）、死去。享年41。
死因は病死であるとされているが、「逆恨みをした盛岡藩の陰謀による暗殺」とする説もあり、当時既に幕府からも調査が入っている。この幕府の調査以降、盛岡藩はわざわざ「八戸藩は分家ではない。独立した対等の立場」と表明している。
跡を長男・直政が継いだ。直政もまたその死因に盛岡藩による暗殺の噂がある。

## 系譜
父母
- 南部利直（父）
- 仙寿院 ー 中里嘉兵衛正吉の娘、側室（母）

側室
- 霊松院 ー 川口源之丞の娘[1]

子女
- 南部直政（長男）生母は霊松院（側室）
- 南部直常
- 市橋政勝正室